# Сайнясон, Кеосайчай
Кеосайчай Сайнясон (тайск. แก้วสายใจ ไซยะสอน; 11 сентября 1958, Королевство Лаос - 4 апреля 2021) — первая леди Лаосской Народно-Демократической Республики (8 июня 2006 — 20 апреля 2016).
Жена Президента Лаоса Тюммали Сайнясона.
4 апреля 2021 года Сайнясон и её семья находились на яхте на озере Нам Нгум. Тогда разразился шторм и перевернулось их судно. Бывший президент выжил, но в результате инцидента погибло девять человек, в том числе его жена Кеосайчай Саясоне и сын.